# ISO 3166-2:WS
ISO 3166-2:WS est l'entrée pour les Samoa dans l'ISO 3166-2, qui fait partie du standard ISO 3166, publié par l'Organisation internationale de normalisation (ISO), et qui définit des codes pour les noms des principales administration territoriales (e.g. provinces ou États fédérés) pour tous les pays ayant un code ISO 3166-1.

## Districts (11)
Les noms des subdivisions sont listés selon l'usage de la norme ISO 3166-2, publiée par l'agence de maintenance de l'ISO 3166.
```
WS-AA
 
A'ana

WS-AL
 
Aiga-i-le-Tai

WS-AT
 
Atua

WS-FA
 
Fa'asaleleaga

WS-GE
 
Gaga'emauga

WS-GI
 
Gaga'ifomauga

WS-PA
 
Palauli

WS-SA
 
Satupa'itea

WS-TU
 
Tuamasaga

WS-VF
 
Va'a-o-Fonoti

WS-VS
 
Vaisigano
```

Historique des changements
- 3 novembre 2014 : Mise à jour de la Liste Source
- 18 décembre 2014 : Alignement de la forme courte française en minuscules avec UNTERM; mise à jour des remarques en français
- 27 novembre 2015 : Mise à jour de la Liste Source